# Palazzo Venerosi Pesciolini (Firenze)

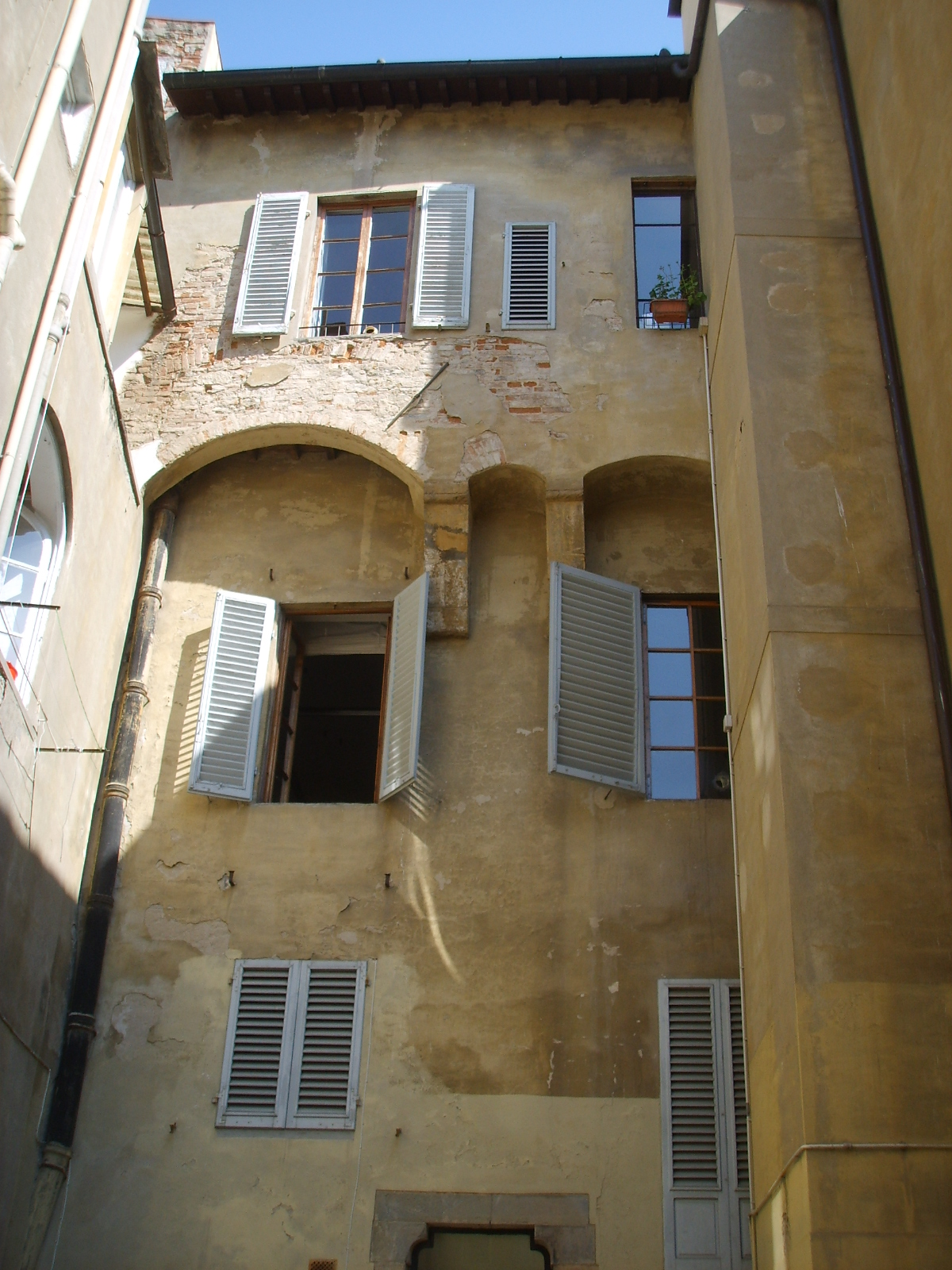
Lato posteriore, gli sporti

Palazzo Venerosi Pesciolini è un edificio storico di Firenze, situato in via de' Rustici 7, accanto alla torre dei Peruzzi.

## Storia
Antica proprietà della famiglia Peruzzi (come la maggior parte degli edifici della zona), il palazzo risulta determinato per ristrutturazione e unificazione di due case corti mercantili medioevali.
Acquistato nel Settecento dai Malaspina fu oggetto di una significativa trasformazione nel disegno della facciata secondo il gusto del tempo, fino ad assumere il carattere che ancor oggi sostanzialmente mantiene. L'ultimo restauro che ha interessato l'edificio, conclusosi nel 1986, ha riportato in vista alcune delle strutture medioevali esistenti sotto l'intonaco settecentesco (già in parte evidenziate negli anni precedenti, come documentano le fotografie pubblicate in Palazzi 1972 e nello stradario di Bargellini e Guarnieri).

## Descrizione
Il palazzo ha una facciata col primo piano in bugnato liscio di pietraforte (già coperto da un intonaco lavorato a finta pietra), sul quale si apre il portale più tardo ed alcuni ingressi di fondaci, oggi tamponati, che ospitavano botteghe e laboratori vari, com'era tipico nelle abitazioni di famiglie di mercanti. Gli archi in successione dei due piani superiori coronano con il loro severo profilo le più leziose cornici volute dai Malaspina. Da segnalare anche il bel portone ad arco in pietra (purtroppo ora tinteggiato), sempre settecentesco. Come già lamentato da Gian Luigi Maffei, l'intervento di restauro così come è stato condotto offre un'utile lettura a chi è interessato a ricercare le matrici medioevali dell'edificio, ma per il resto "appare ben poco rispettoso della omogenea unitarietà del palazzo che, nel linguaggio proprio dell'epoca, riformava l'assetto delle partiture architettoniche e dell'apparato decorativo in maniera propria e corrispondente all'organicità raggiunta dal palazzo".
Nell'androne, voltato a botte, è un cancello che reca uno scudo in legno intagliato con l'arme dei Venerosi Pesciolini, e che introduce alla corte interna. Questa ha una inconsueta forma a C, determinatasi dalla costruzione di un corpo aggettante a delimitare il vano scale, eretto in modo da non incidere sulla superficie delle sale preesistenti. Il paramento posteriore presenta il filaretto in pietra e mattoni a vista. Sull'ala più a nord di questo stesso cortile è da segnalare all'ultimo piano uno sporto su mensole.

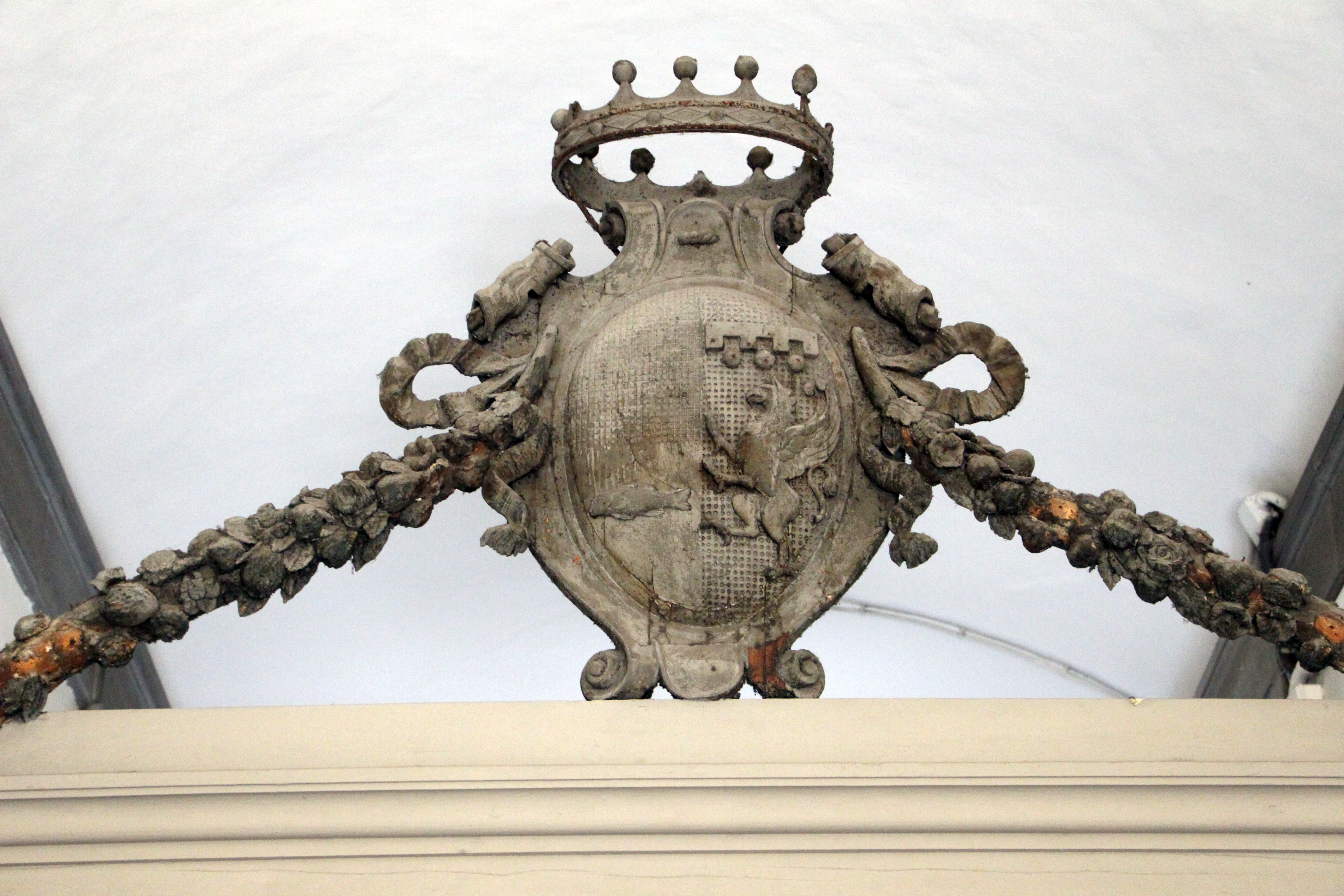
Stemma nell'androne
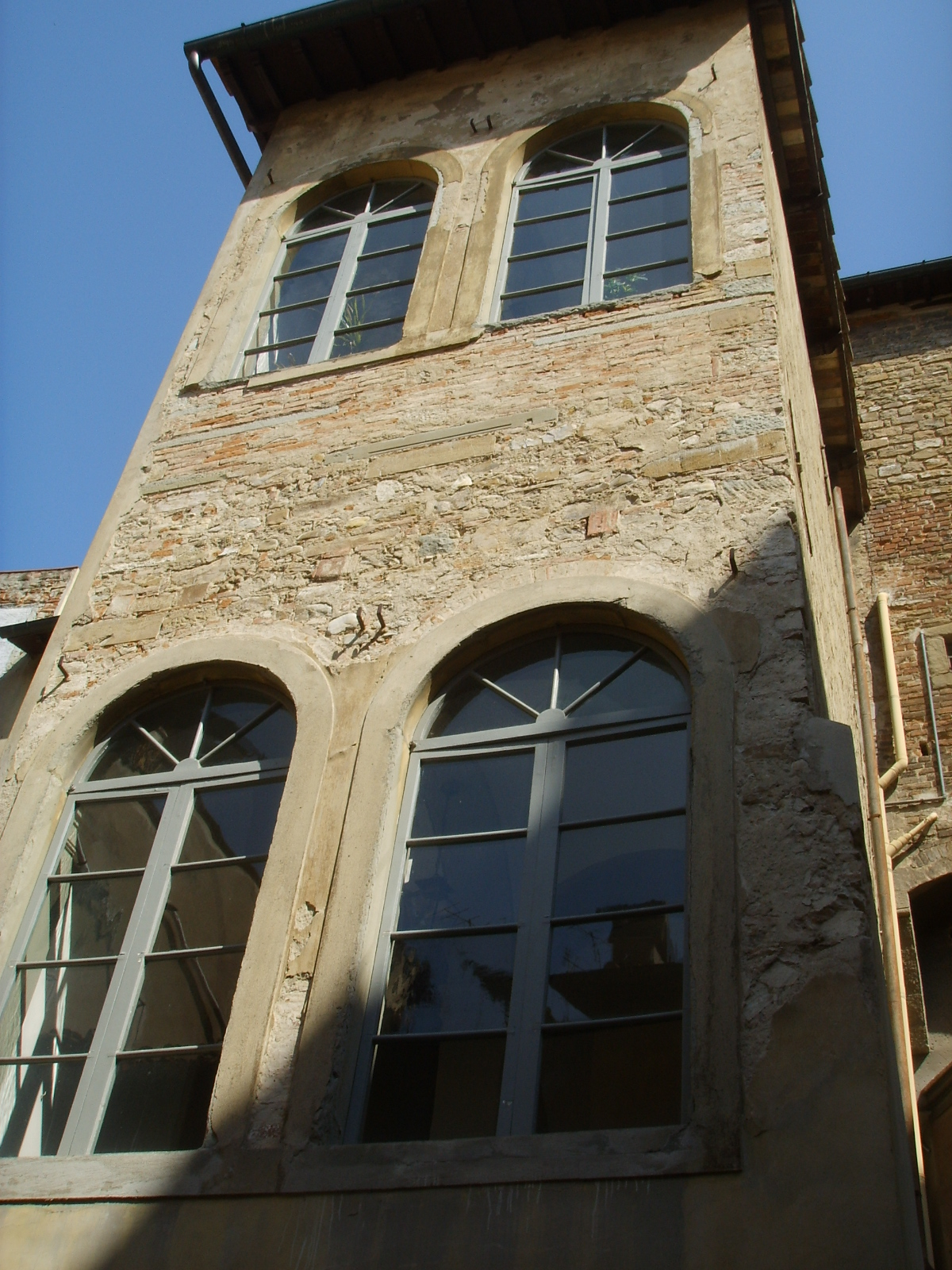
La torretta del vano scale
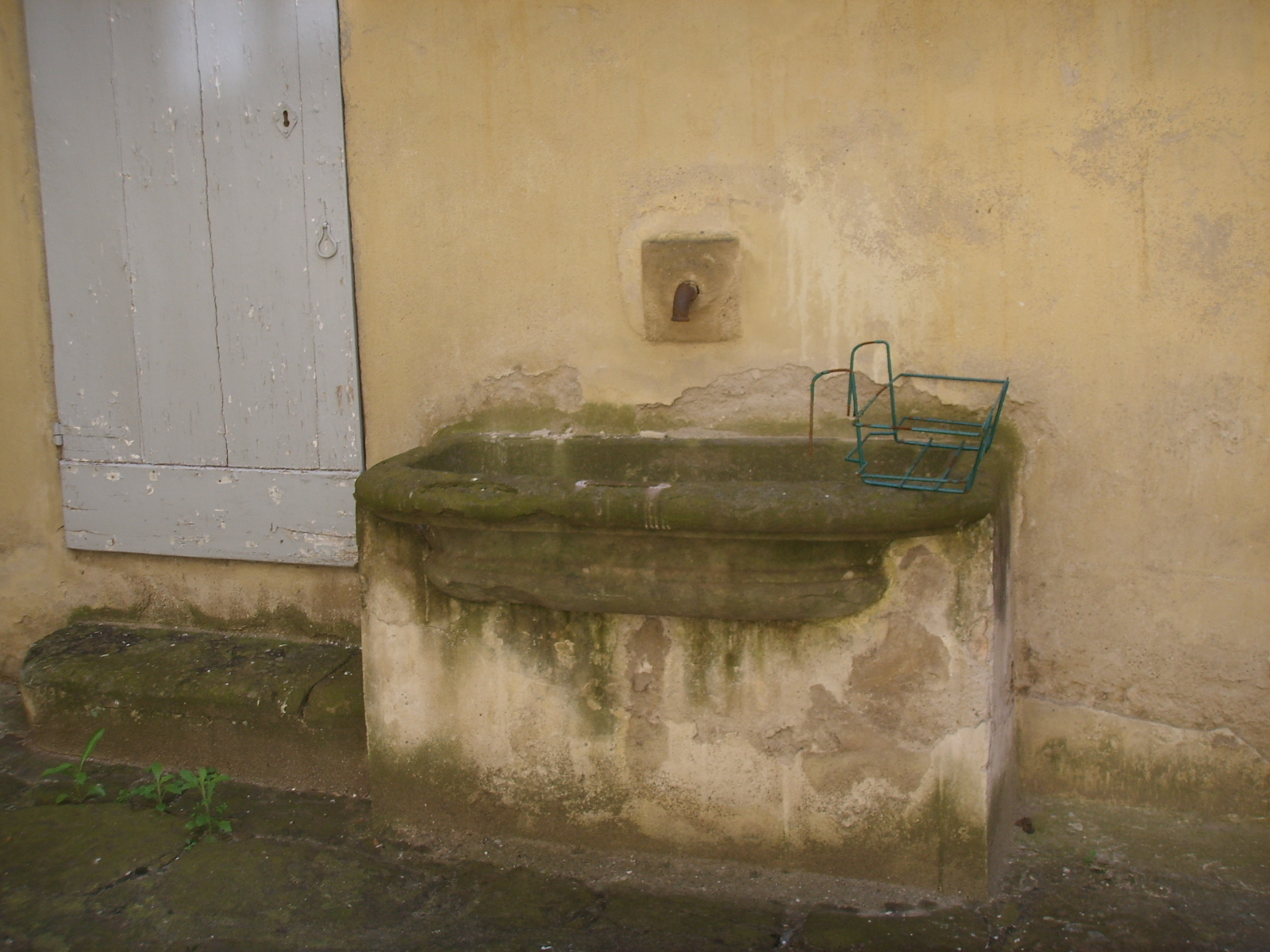
Antico lavabo nel cortile